# Joseph Rummel
Joseph Francis Rummel (* als Franz Joseph Rummel am 14. Oktober 1876 in Steinmauern/Baden; † 8. November 1964 in New Orleans) war ein US-amerikanischer Priester. Er war Erzbischof von New Orleans.

## Leben
Joseph Rummel wanderte mit seinen Eltern 1883 in die Vereinigten Staaten aus. Nach seinem Studium der Theologie in Rom empfing er am 24. Mai 1902 in der Lateranbasilika die Priesterweihe für das Erzbistum New York, USA, und feierte seine Primiz in der Martinskirche in Ettlingen.
Am 30. März 1928 ernannte ihn Papst Pius XI. zum Bischof von Omaha in Nebraska. Die Bischofsweihe am 29. Mai 1928 spendete ihm der Erzbischof von New York, Patrick Joseph Kardinal Hayes; Mitkonsekratoren waren Thomas Edmund Molloy, Bischof von Brooklyn, und John Joseph Dunn, Weihbischof in New York. Die Amtseinführung im Bistum Omaha fand am 4. Juli desselben Jahres statt.
Am 9. März 1935 ernannte ihn Papst Pius XI. zum Erzbischof von New Orleans. An der ersten Sitzungsperiode des Zweiten Vatikanischen Konzils nahm Rummel als Konzilsvater teil. Er blieb bis zu seinem Tod mit 88 Jahren im Amt.
Rummel war Mitglied der Kolumbusritter (Council No. 5747).

## Ehrungen
- 1955: Ehrenbürger von Ettlingen.
- 1977: Namensgeber der Joseph-Rummel-Straße